# 大島清 (法政大学)

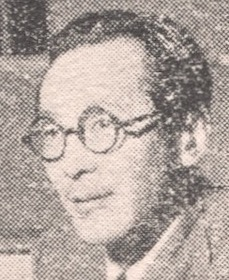
1953年

大島 清（おおしま きよし、1913年3月31日 - 1984年5月15日）は、日本の経済学者。法政大学名誉教授、元法政大学大原社会問題研究所所長。マルクス経済学における農業経済学専攻。1941年、東北帝国大学卒業。1960年、法政大学経済学博士。
なお、同時期に同一大学でマルクス経済学を専攻していた金融論の大島清とは別人である。しかし、ともに傍系入学（旧制高等学校を卒業せずに入学すること）であり、しかも優秀だったことから、よく間違われた。

## 年譜
- 1913年3月31日、新潟市に出生。
- 1930年 4月、新潟高等学校入学
- 1931年 7月、全学ストに関係したため退学処分。
- 1934年 4月、中央大学専門部法学科入学
- 1937年 3月、同卒業。4月、東北帝国大学法文学部経済学科入学
- 1941年 3月、東北帝国大学卒業。4月、南満州鉄道入社。敗戦まで大連・北京・奉天・長春に勤務。
- 1942年 12月、満鉄調査部事件が起こり、調査業務を禁止され、転勤を命ぜられる。
- 1947年 8月、帰国。
- 1949年 4月、法政大学経済学部助教授、同じ頃、大原社会問題研究所研究員に就任
- 1952年 4月、法政大学経済学部教授
- 1960年 3月、「農産物価格と価値法則に関する研究」により経済学博士（法政大学）。
- 1965年 4月、経済学部長就任（-1965年10月まで）。10月、法政大学理事。11月、法政大学常務理事（66年4月まで）
- 1967年 4月、経済学部長（同年10月まで）
- 1968年 4月、法政大学大原社会問題研究所所長（2年間）
- 1974年 5月、法政大学大原社会問題研究所所長・理事長（2年間）
- 1978年 4月、法政大学大原社会問題研究所所長・理事長（2年間）
- 1979年 4月、経済理論学会代表幹事（81年3月まで）[1]
- 1983年 法政大学退職
- 1984年 がん性腹膜炎のため逝去。墓所は多磨霊園。未完の編訳書『明治日本労働通信』（高野房太郎著）は、二村一夫がその作業を引継ぎ、1997年に岩波文庫より刊行された。

## 著作
- 『農業政策（一）』法政大学通信教育部、1950年
- 『農業問題序説』時潮社、1952年（改訂版1953年）
- 『大原社会問題研究所三〇年史』法政大学大原社会問題研究所、1954年
- 『農地改革と農業問題』日本評論社、1958年
- 『日本農業問題概論』時潮社、1960年
- 『資本と土地所有』青木書店、1962年
- 『西方からの手紙─ヨーロッパ経済紀行─』御茶の水書房、1964年
- 『高野岩三郎伝』岩波書店、1968年
- 『大原社会問題研究所五〇年史』法政大学大原社会問題研究所、1970年
- 『米と牛乳の経済学』岩波新書、1970年
- 『農業政策（三）』法政大学通信教育部、1972年
- 『日本経済と農業問題─日本農業はこれでよいのか─』農山漁村文化協会、1972年
- 『人に志あり』岩波書店、1974年
- 『農業政策（一～三）新版』法政大学通信教育部、1975年
- 『それでも農民は生きる─山下惣一との往復書簡集』家の光協会、1977年
- 『食糧と農業を考える』岩波新書、1981年
- 『標的を撃つ』木村経済研究所、1983年
- その他、久留間鮫造編『マルクス経済学レキシコン』の編集に協力